# Педру V
Пе́дру V (порт. Pedro V; 16 вересня 1837 — 11 листопада 1861) — король Португалії (1853—1861). Представник Брагансько-Кобурзького дому.

## Біографія
Народився в Лісабоні, Португальське королівство. Старший син Марії II з Браганської династії і Фернанду II. Перші два роки після смерті матері Педру володарював під опікою батька, дона Фернандо, який спробував дати синові хорошу освіту, а потім відправив подорожувати країнами Європи. Взавшись в 1855 році до справ управління, Педру V виявив незвичайний розум. Придбав велику популярність в народі завдяки мужності, виявленої під час епідемії жовтої гарячки в Лісабоні. При цьому він мав слабке здоров'я і схильність до містики.
Помер у Лісабоні від черевного тифу, його смерть викликала збурення людей, адже вони підозрювали, що короля отруїли. Прізвисько — Наді́йний (порт. o Esperançoso), Улю́блений (порт. o Muito Amado).

## Імена
- Пе́дру V (порт. Pedro V) — у португальських джерелах.
- Пе́дру V Брага́нський (порт. Pedro V de Bragança) — за назвою династії.
- Пе́дру Наді́йний (порт. Pedro, o Esperançoso) — за прізвиськом.
- Пе́дру V Португа́льський (порт. Pedro V de Portugal) — за назвою країни.
- Пе́дру Улю́блений (порт. Pedro, o Muito Amado) — за прізвиськом.
- Петро́ V (лат. Petrus V) — у латинських джерелах.
- Пе́дро V (ісп. Pedro V) — в іспанських джерелах.
- Педру де Алькантера Марія Фернанду Мігель Рафаель Габріель Гонзага Хав'єр Ежуа Антоніу Леопольду Віктор Франсиску де Асіс Хуліо Аміліу, Сакс-Кобург-Готський-і-Браганський (порт. Pedro de Alcântara Maria Fernando Miguel Rafael Gonzaga Xavier João António Leopoldo Victor Francisco de Assis Júlio Amélio de Saxe-Coburgo-Gotha e Bragança) — повне ім'я.

## Родина
Дружина — Стефанія Гогенцоллерн-Зігмарінген
Діти: не було

## Галерея

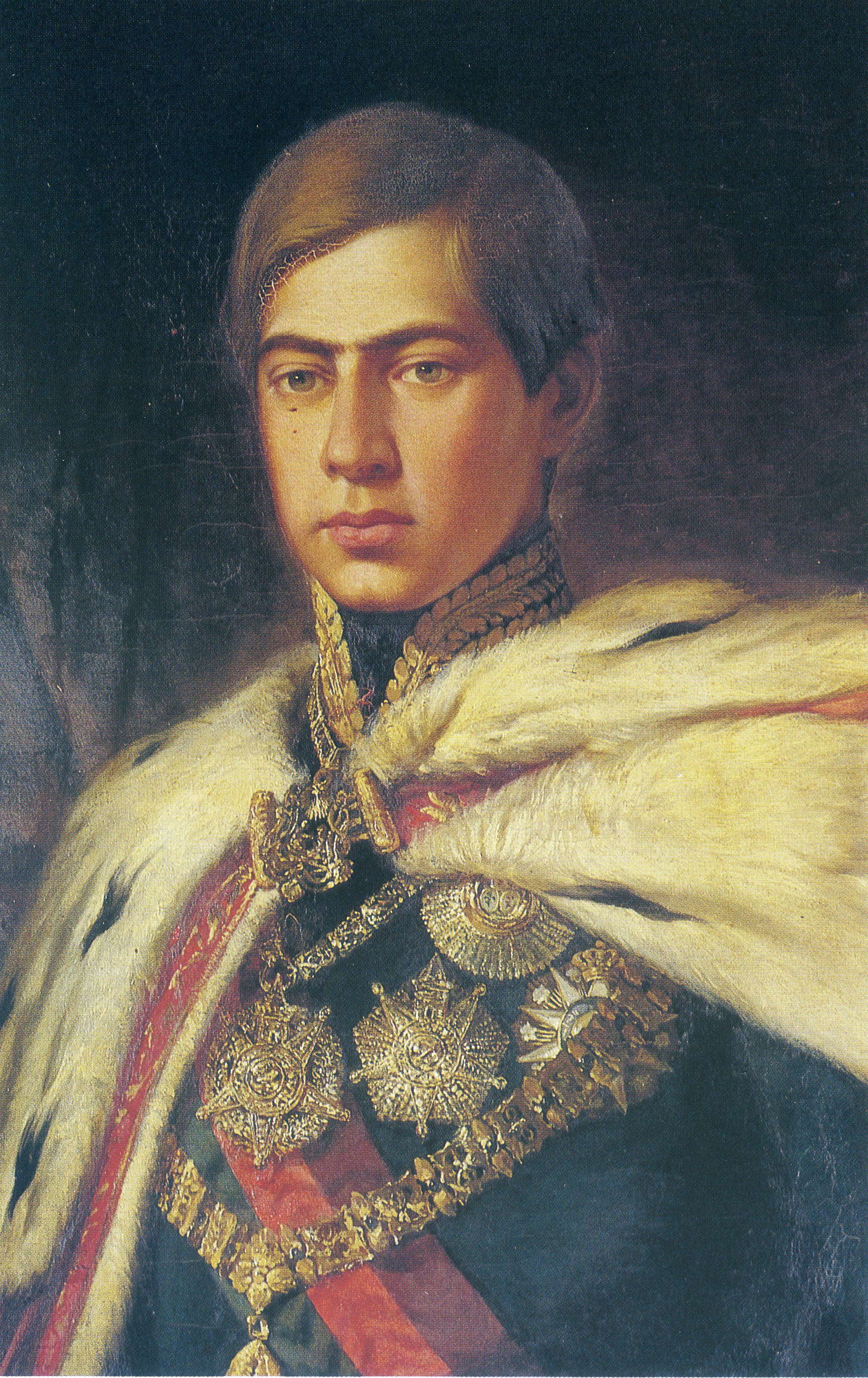
Педру V
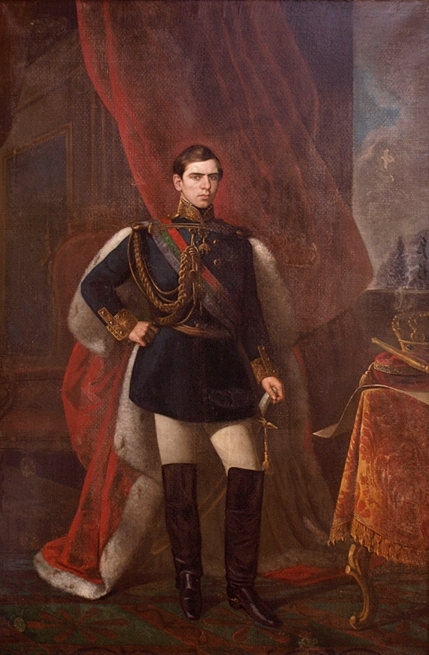
Педру V у віці 23 років (1860)
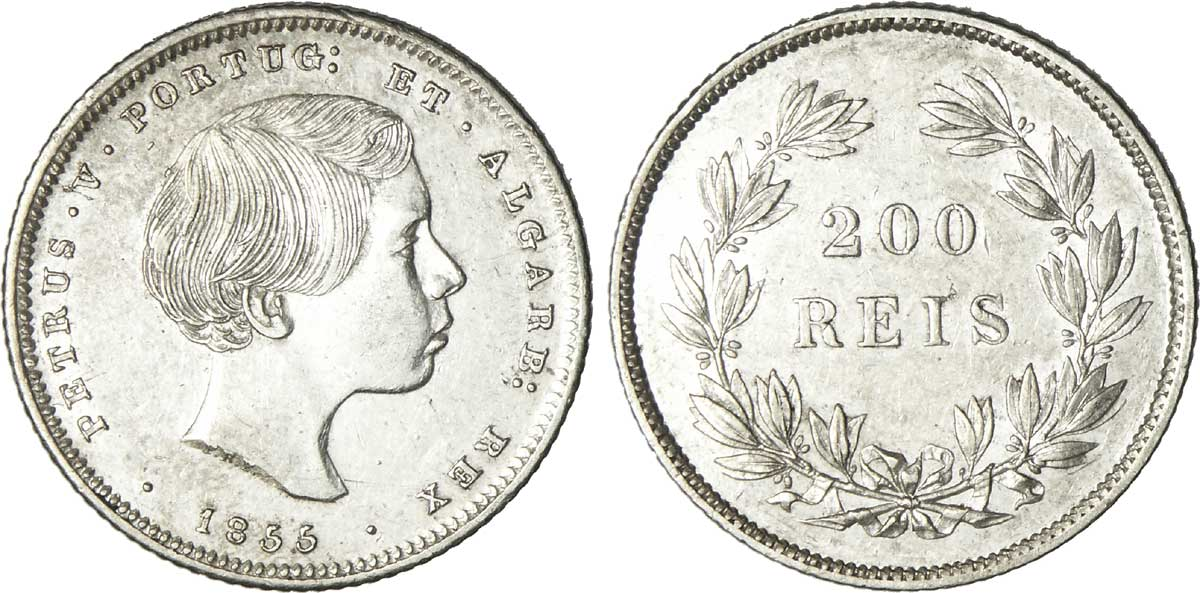
Монета 200 реалів із портретом Педру V (1855)
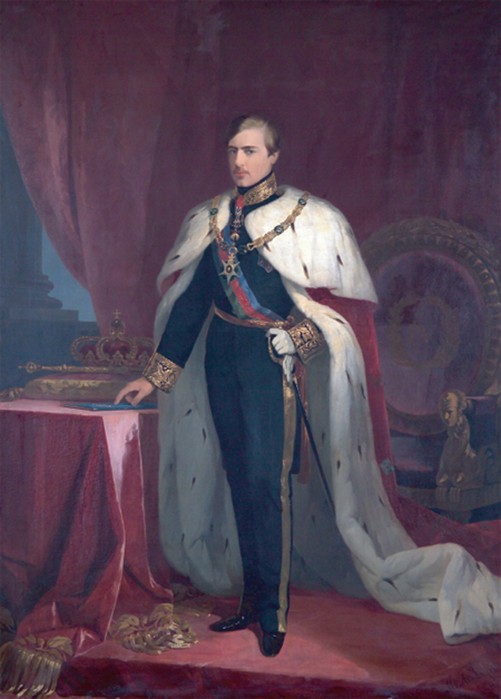
Портрет Педру V (1860)